# Кужель Катерина Миколаївна
Катери́на Миколаївна Ку́жель ((після одруження — Шамбір), 19 травня 1986 р., м. Рівне) — спортсменка, майстер спорту з дзюдо й самбо, майстер спорту України міжнародного класу з боксу, призер чемпіонатів світу та Європи з боксу.

## Спортивна кар'єра
- На чемпіонаті світу з боксу серед жінок 2010, що проходив у Бриджтауні (Барбадос), Катерина Кужель перемогла представниць Туреччини та Індії, програла у фіналі росіянці Надії Торлоповій і отримала срібну медаль у надважкій ваговій категорії (понад 81 кг).

- На чемпіонаті Європи з боксу серед жінок 2011 через те, що у ваговій категорії понад 81 кг було заявлено лише 6 учасниць, Катерина, що виступала вже під прізвищем Шамбір, вступила в боротьбу за жеребом у півфіналі, у якому програла Шемси Ярали (Туреччина), і отримала бронзову медаль.

- На чемпіонаті світу з боксу серед жінок 2012 була дискваліфікована у першому бою.

- На чемпіонаті Європи з боксу серед жінок 2014 в категорії до 75 кг програла у першому бою.

- На чемпіонаті світу з боксу серед жінок 2014 програла у другому бою Лі Цянь (Китай).

- На Європейських іграх 2015 програла у другому бою Нушкі Фонтейн (Нідерланди).

## Цікаві факти
Катерина Кужель стала віце-чемпіонкою світу з боксу після 9-ти місяців тренувань. До того дівчина одинадцять років займалася дзюдо і самбо. Такий спортивний прорив фахівці називають не інакше як сенсацією.

## Родина
Одружена, виховує сина Артема.